# Hydropsyche atropos
Hydropsyche atropos là một loài Trichoptera trong họ Hydropsychidae. Chúng phân bố ở miền Ấn Độ - Mã Lai.